# Live at the Copa (álbum de The Temptations)
Live at the Copa es un álbum en vivo de 1968 de The Temptations en el club Copacabana ubicado en la ciudad de Nueva York. Fue lanzado en 1968 por Motown Records. Live at the Copa contiene al nuevo cantante principal Dennis Edwards en lugar de David Ruffin. El primer álbum de estudio de Edwards con The Temptations sería el próximo álbum del grupo, Cloud Nine, publicado un año después en 1969.

## Lista de canciones

### Lado uno
1. Introduction
2. "Get Ready" (Smokey Robinson) (cantante principal: Eddie Kendricks)
3. "You're My Everything" (Cornelius Grant, Roger Penzabene, Norman Whitfield) (cantante principales: Eddie Kendricks, Dennis Edwards)
4. "I Truly, Truly Believe" (George Gordy, Margaret Gordy, Allen Story) (cantante principal: Melvin Franklin)
5. "I Wish It Would Rain" (Penzabene, Barrett Strong, Whitfield) (cantante principal: Dennis Edwards)
6. "For Once in My Life" (Ron Miller, Orlando Murden) (cantante principal: Paul Williams)
7. "I Could Never Love Another (After Loving You)" (Penzabene, Strong, Whitfield) (cantante principal: Dennis Edwards)

### Lado dos
1. Introduction of Band and Group
2. "Hello, Young Lovers" (Oscar Hammerstein II, Richard Rodgers) (cantante principal: The Temptations)
3. "With These Hands" (Benny Davis, Abner Silver) (cantante principal: Eddie Kendricks)
4. "Swanee" (Irving Caesar, George Gershwin) (cantante principal: The Temptations)
5. "The Impossible Dream" (Mitch Leigh, Joe Darion) (cantante principal: Dennis Edwards)
6. "Please Return Your Love to Me" (Strong, Whitfield) (cantante principal: Eddie Kendricks)
7. "(I Know) I'm Losing You" (Grant, Edward Holland, Jr., Whitfield) (cantante principal: Dennis Edwards)